# Bobby Bare sr.
Robert Joseph (Bobby) Bare sr. (nabij Ironton, 7 april 1935) is een Amerikaans zanger, songwriter en tv-host. Hij begon zijn musicale loopbaan in de popmuziek en schakelde begin jaren zestig over naar de countrymuziek.
Hij wordt beschreven als innovatief, beheerst en slim, en als een humoristische verhalenverteller, een folkie, en een country outlaw. Volgens Waylon Jennings was hij "de beste songhound ter wereld" en volgens Bill Graham de Springsteen van de countrymuziek. Zijn gelijknamige zoon is een bekend rockzanger.

## Biografie

### Jeugd en het begin van zijn muziekcarrière
Bare werd geboren in de buurt van Ironton in het zuiden van de staat Ohio tegen de grens van Kentucky. Toen hij vijf jaar oud was overleed zijn moeder. Tijdens zijn kinderjaren zag zijn vader zich genoodzaakt het gezin op te splitsen omdat hij niet voldoende verdiende om er nog langer voor te zorgen. Op zijn vijftiende werkte hij op de boerderij en daarna verdiende hij zijn geld in fabrieken en door ijsjes te verkopen.
Zijn eerste gitaar bouwde hij zelf. In zijn late tienerjaren begon hij als gitarist in een lokale band in Springfield. Hij vertrok naar Los Angeles waar hij in december 1953 aankwam. Hier raakte hij bevriend met een aantal musici en in 1958 gaf hij zijn eerste plaat uit onder de artiestennaam Bill Parsons, The all American boy, die het jaar erop op nummer 2 terechtkwam van de Billboard en op nummer 22 in de Britse top. Omdat hij de plaat aanvankelijk niet op de markt wist te krijgen, had hij hem echter met verkooprechten en al voor vijftig dollar verkocht aan Fraternity Records. Voordat hij echter een basis kon leggen onder dit eerste succes, werd hij opgeroepen voor militaire dienstplicht. Tijdens zijn diensttijd liet Fraternity een ander onder de naam van Bill Parsons op tournee gaan.
Na zijn diensttijd werd hij kamergenoot van Willie Nelson, waarop hij besloot om een professioneel zanger te worden, aanvankelijk in de popmuziek. Hij ging mee op tournee met Roy Orbison en Bobby Darin, en bracht ondertussen opnieuw nummers uit bij andere platenlabels. Hij schreef daarnaast liedjes die door een aantal artiesten werden uitgebracht. Drie van zijn liedjes werden opgenomen in de film Teenage millionaire van Chubby Checker.

### Switch naar countrymuziek
Ondanks redelijke successen besloot hij over te stappen naar de countrymuziek, wat hij met folk en popmuziek vermengde. Hiermee was hij de eerste in Nashville die concessies deed aan de popmuziek. Dit legde hem geen windeieren en zijn eerste hit in dit genre was in 1962 Shame on me, een countrylied waaraan hij hoorns toevoegde. De single kwam zowel in de Billboard Hot 100 (pop) als de Hot Country Singles (country) terecht. Hetzelfde herhaalde hij in deze jaren met zijn singles Detroit City en met 500 miles from home, met eveneens een hit in beide hitlijsten en met succes in het Verenigd Koninkrijk. Detroit City leverde hem een Grammy Award in 1964 op in de categorie countrymuziek. Ook in de rest van de jaren zestig bleef hij zingen op het kantelvlak van de genoemde muziekstijlen, terwijl hij beïnvloed werd door singer-songwriters als Bob Dylan en anderen van wie hij ook werk opnam. Daarbij acteerde hij in A distant trumpet als soldaat Cranshaw en nam hij in 1968 een album op met de countryband Hillsiders uit Liverpool.
Sinds het midden van de jaren zestig had hij twee decennia lang een groot aantal top 30-hits in met name de countrylijsten in de VS en Canada. Zijn top 5-hits in de Hot Country Singles in alleen al de jaren zeventig waren How I got to Memphis (in 1970 op nummer 3), Daddy, what if (1974 op nummer 2 samen met zijn zoon Bobby) en Marie Laveau (in 1974 op nummer 1).
Concertimpresario Bill Graham gaf hem in 1977 een publiciteitsinjectie door hem onder meer te lanceren als de Springsteen van de countrymuziek en tot in de jaren tachtig ontving hij positieve muziekkritieken. In de eerste helft van de jaren tachtig begon zijn succes echter af te nemen tot hij in 1985 zijn laatste twee hits had in de Hot Country Singles.
Van 1983 tot 1988 was hij host van de tv-show Bobby Bare and Friends op The Nashville Network (TNN).
Bobby bezocht diverse malen Nederland, onder meer in 1988 in de "Florida-Beurshal" te Boskoop en in 1991 in het Cultureel centrum "Ons genoegen" te Duiven.

### Muzikale nadagen
In 1998 ging hij de muzikale samenwerking aan met Waylon Jennings, Mel Tillis en Jerry Reed. Samen brachten ze het album Old dogs uit. Een aantal jaren later, in 2005, kwam hij opnieuw met een album, The Moon was blue dat zijn zoon Bobby produceerde. Ook gaf hij weer regelmatig concerten. Het duurde echter opnieuw een aantal jaren tot hij in 2012 het vervolgalbum Darker than light uitbracht met folksongs.
Met de Noorse zanger Petter Øien kandideerde hij voor de inzending van Noorwegen op het Eurovisiesongfestival in 2012; ze bereikten de derde plaats in de superfinale, waarmee geen plaats werd bereikt in de eindcompetitie in Bakoe in Azerbeidzjan.
In 2013 werd Bare samen met Kenny Rogers en Jack Clement opgenomen in de Country Music Hall of Fame.
- Bibliothèque nationale de France: cb13891156z (data)
- Gemeinsame Normdatei: 134321286
- International Standard Name Identifier: 0000 0001 1470 5384
- Library of Congress Control Number: n93043518
- MusicBrainz: b7798819-d9b2-442b-bd22-e55b40a1a69f
- Nationale Bibliotheek van Tsjechië: mzk2003206411
- Nederlandse Thesaurus van Auteursnamen: 096125470
- LIBRIS: 348354
- SNAC: w63w4wkm
- Virtual International Authority File: 34642481
- WorldCat: E39PBJkhP8YbhfdQYJJpMFRqcP